# Hikeshibaba

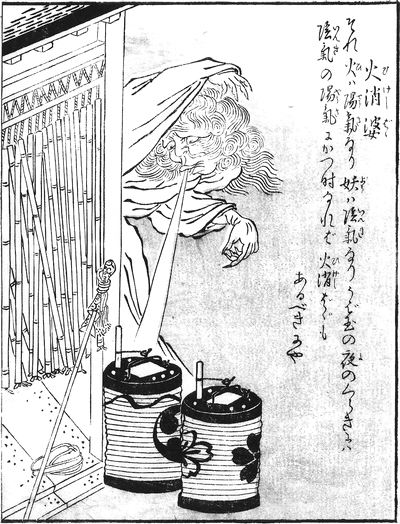
Illustration d'un Hikeshibaba par Toriyama Sekien tiré du Konjaku Gazu Zoku Hyakki.

 (mai 2025).
Si vous disposez d'ouvrages ou d'articles de référence ou si vous connaissez des sites web de qualité traitant du thème abordé ici, merci de compléter l'article en donnant les références utiles à sa vérifiabilité et en les liant à la section « Notes et références ».
Hikeshibaba (火消婆, hikeshibaba) est un yōkai du folklore japonais aussi appelé Fukikeshibabaa (吹き消し婆, fukikeshibabaa).

## Caractéristiques
Il se présente sous la forme d'une dame âgée. Il souffle les lanternes et autres bougies des habitations. Lors de banquet ou de voyage de nuit, il peut faire s'éteindre brusquement toutes les lanternes.